# خوزه برمودز
خوزه برمودز (انگلیسی: José Bermúdez؛ زادهٔ ۹ ژانویهٔ ۱۹۷۹) بازیکن فوتبال اهل اسپانیا است.
از باشگاه‌هایی که در آن بازی کرده‌است می‌توان به باشگاه فوتبال بارسلونا سی اشاره کرد.